# Peter Cullen
Peter Claver Cullen (Montreal (Quebec), 28 juli 1941) is een Canadees stemacteur die waarschijnlijk het bekendst is van zijn rol als Optimus Prime, de aanvoerder van de Autobots, in de originele Transformers-tekenfilmserie uit 1984. Hij is sinds de jaren tachtig de vaste Engelstalige stem van Iejoor in Disneys Winnie de Poeh-producties.
Van alle personages die Cullen in zijn loopbaan van een stem heeft voorzien is Optimus Prime zijn favoriet. Cullen hervatte het inspreken van deze stem voor de Transformers-film uit 2007 en de hierop volgende films en computerspellen.

## Rollen (selectie)
- The Jetsons (animatieserie, 1962) – verscheidene bijrollen
- Scooby-Doo and Scrappy-Doo (animatieserie, 1979) – verscheidene bijrollen
- Knight Rider (televisieserie, 1982) – K.A.R.R.
- Dungeons and Dragons (animatieserie, 1983) – Venger
- Gremlins (speelfilm, 1984) – Gremlins
- Voltron: Defender of the Universe (animatieserie, 1984) – vertelstem, Coran
- Filmation's Ghostbusters (animatieserie, 1986) – Eddie Spenser, Brat-A-Rat
- DuckTales (animatieserie, 1987) – Admiraal Grimmig, Bankroof Boef
- Knabbel en Babbel Rescue Rangers (animatieserie, 1989) – Monterey Jack
- Transformers (meerdere speelfilms, 2007, 2009, 2011, 2014, 2017, 2018) – Optimus Prime